# اچ‌ام‌اس بنکری (۱۹۱۸)
اچ‌ام‌اس بنکری (۱۹۱۸) (به انگلیسی: HMS Banchory (1918)) یک کشتی بود که طول آن ۲۳۱ فوت (۷۰ متر) بود. این کشتی در سال ۱۹۱۸ ساخته شد.